# Средний (Тбилисский район)
Средний — хутор в Тбилисском районе Краснодарского края.
Входит в состав Алексее-Тенгинского сельского поселения.

## Население
| 2002 | 2010 |
| ---- | ---- |
| 164  | ↘145 |

- пер. Парковый,
- ул. Коммунаров.